# Locatienet
Locatienet BV is een internetuitgever en het bedrijf achter de website Routenet.nl.
Locatienet is gestart in 1996 en is gevestigd te Breukelen. Sinds maart 2000 vormt Locatienet een zelfstandige BV. De aandeelhouders zijn het management en de Duitse NV PTV AG.
Locatienet heeft een maandelijks, groeiend bereik van ongeveer 3,5 miljoen unieke gebruikers in Nederland en is al enige tijd een top 20 internetuitgever in Nederland. In juli 2006 behaalde haar website Routenet.nl voor het eerst een Top 10 positie, op nummer 8.

## De markt
Locatienet heeft in Nederland en België een standaard ontwikkeld voor de inzet van kaarten en routeplanners op websites van derden, voornamelijk bedrijven, zoals diensten om eenvoudig een interactieve routebeschrijving te plaatsen op de website van een bedrijf, maar voorziet ook in de meer complexe behoefte van bedrijven met veel vestigingen om de dichtstbijzijnde vestiging te vinden. Hiervoor worden zogenaamde locators (dealerlocators, storelocators) ingezet.
Locatienet biedt diensten om afstanden in grotere hoeveelheden te laten berekenen, het zogenaamde Time&Distance, voor bijvoorbeeld de berekening van reiskostenvergoedingen van medewerkers van een bedrijf. De routeplannertechnologie van Locatienet wordt ook ingezet in routeplanners van andere portalen.
Zowel de Routenetportaal als de diensten van Locatienet zijn beschikbaar voor bijna alle landen in Europa en Noord-Amerika en voorziet in kaartmateriaal en routeplanning voor veel landen daarbuiten.
Tegenwoordig is Locatienet bezig om de informatie van het NDW in te zetten voor overzichten zoals onderweg.nl en voorspellingen in samenwerking met Adapticon.